# 鐘江稔
鐘江 稔（かねがえ みのる、1966年5月24日 - ）は、日本のテレビドラマ演出家、映画監督。映像クリエイター。

## 人物・略歴
熊本県出身。
1990年に近畿大学理工学部を卒業。同年、毎日放送のハウスプロダクションMBS企画に入社。
毎日放送制作の昼帯ドラマを中心にドラマ作品を手がけた。東芝日曜劇場、土曜ワイド劇場、裸の大将で助監督、ドラマ30で演出デビューする。
ドラマ以外でもダウンタウンの素、八方まーるくなどのバラエティ番組、美の京都遺産や日本遺産物語などの取材番組も手がける。
劇団男女共遊玩具で演出を担当。
2018年7月からはフリーの演出家に転向。映画監督として活躍。

## 手がけた番組、作品

### 毎日放送
ドラマ30
- 「婚姻関係」
- 「いのちの現場から」
- 「愛の産科」
- 「車いすの金メダル」
- 「幽霊ママ」
- 「おかしな2人」

ドラマ30以外
- 「藤山寛美物語」演出補
- 毎日新聞創刊120周年記念スペシャルドラマ「紅い稲妻 人見絹枝」演出補
- 「五粒の真珠」演出補
- 「デザイナー物語」演出補

- 「真・中島らも劇場～掌～」演出補

- 月曜ドラマスペシャル　春の特別企画　毎日放送開局４５周年記念「古都の恋歌」演出補

- 「裁きの銀」プロデューサー

### 朝日放送
- 「珍山荘ホテル」
- 「女と男と物語」
- 「恋するベトナム」※実景班ディレクター
- 「人が殺意を抱くとき」
- 「11通の出せなかったラブレター」
- 「よろず刑事」
- スペシャルドラマ「夏子と天才詐欺師たち」※監督補

### その他のドラマ
- NHKワンセグ劇場「hito-koma」プロデュース

- TUT「蒼のシテン」
- TUT「蒼のシテン〜もうひとつの物語〜」
- TUT「蒼のシテン〜ひと夏のつぶやき〜」

- TUT 常願寺川砂防100周年特別番組「ちいさな暉石」

### 他番組
- MBS「ダウンタウンの素」「近畿は美しく」「HITACHI　推理王」、関西電力・吉本大活劇「電気トオル」などのバラエティや情報番組。
- ダイドードリンコスペシャル「日本の祭り」プロデュース&演出、「美の京都遺産」プロデュース&演出
- BSS開局50周年記念番組「歴史の源流〜出雲の神秘を訪ねて」プロデュース&演出
- BSフジ開局10周年記念番組「日本遺産物語」プロデュース&演出

#### 映画
- 鳥取県人権啓発映画「風と大地と梨の木と」
- 福知山市ヒューマンライツドラマ「人にいちばん近い町２」
- ビデオ映画「裁きの銀」「筋モンリーグ」プロデュース

#### VP
- 日本ユネスコ協会連盟50周年記念「日本の世界遺産」プロデュース&演出

　　　　　　〃　　　　　　　　「世界寺子屋運動ビデオ」プロデュース
- 大阪府警少年健全育成ビデオ・映画「転落の季節」プロデュース&演出
- PHPビデオ　演出

#### CM
- CS GAORA開局記念　プロデュース&監督
- FISMY THE BARGAIN 監督
- 下鴨茶寮「京のご馳走」くずきり篇・ぐじ篇　監督
- ホームサービス　プロデュース&監督 など

### フリー後
- NHK土曜ドラマスペシャル「ベトナムのひかり」～ボクが無償医療を始めた理由～ 制作担当

#### 映画
- 「ひとりじゃない」脚本・監督